# Yapacana tibialis
Yapacana tibialis – gatunek kosarza z podrzędu Laniatores i rodziny Stygnidae. Jedyny znany przedstawiciel monotypowego rodzaju Yapacana.

## Występowanie
Gatunek wykazany z Wenezueli.